# Sterlibaševskij rajon
Lo Sterlibaševskij rajon (in russo Стерлибашевский район?) è un municipal'nyj rajon della Repubblica della Baschiria, nella Russia europea.